# Milagros Esteban Delgado
Milagros Esteban Delgado es una arqueóloga e historiadora vasca; Doctora en Historia por la Universidad de Zaragoza. Ha estudiado principalmente el proceso de romanización en el País Vasco, sobre todo en Guipúzcoa. Ha participado en muchas excavaciones y ha publicado investigaciones sobre cerámica. Desde 1990 en adelante. Dirigió la investigación sobre "Población antigua y medieval en Guipúzcoa". Desde 2018 es profesora en la Universidad de Deusto.

## Obras

### Tesis doctoral
- Romanización en los Pirineos Occidentales: País Vasco Atlántico. Universidad de Zaragoza.1989.[4]

### Libros
- De la nieve al roble: los tiempos más antiguos de Lazkao y su entorno . Ayuntamiento de Lazkao. 2001
- Bidasoa behea erromatarren garaian: Irungo Ama Xantalengo Museoa ezagutzeko gidaliburua. Con Ana María Benito Domínguez y María Teresa Izquierdo Marculeta. Irún: AM Benito, DL 1995. ISBN: 84-605-3897-4
- El País Vasco Atlántico en la época romana. Universidad de Deusto, Servicio de Editoriales, 1990. ISBN: 84-86897-13-0

### Algunos artículos
- Réchin, François; Izquierdo, Maite; Ortega, Luis; Alonso Olazabal, Ainhoa; Milagros Esteban Delgado et alii. 2014. "Estudio arqueométrico de la cerámica común no torneada de difusión aquitano-tarraconense (aqta): el caso de las ollas con marcas en el borde." As Produções cerâmicas de imitação na Hispania.[5] Universidade do Porto, Faculdade de Letras: Ex Officina Hispana, Sociedad de Estudios de la Cerámica Antigua en Hispania (SECAH). Monografías Ex Officina Hispana II, I lib. 978-84-617-3016-2, 587-597 or.
- Esteban Delgado, Milagros; Izquierdo marculeta, M. Teresa eta Martínez Salcedo, Ana. 2014. "La cerámica de época romana en el País Vasco atlántico: Redes comerciales y consumo". Cerámica de época romana en el Norte de hispania y en Aquitania. Ex officina hispana, Cuadernos de la SECAH, 2, 2015 / ISSN: 2255 5560, I. lib., 193-210 or.
- Jesús Manuel Pérez Centeno, Milagros Esteban Delgado, Xabier Alberdi Lonbide. 2006. "Zarautz Jauregia (Getaria): I Campaña". Arkeoikuska: Investigación arqueológica, 0213-8921, 166-168 or.
- Ana Martínez Salcedo, Milagros Esteban Delgado, Enrique Alcorta Irastorza. 2015. "Presentación". Ex Officina Hispana: cuadernos de la SECAH, ISSN: 2255-5560, 2. zk., 1, 11-13 or.
- Milagros Esteban Delgado, María Teresa Izquierdo Marculeta, Ana Martínez Salcedo. 2015. "La cerámica de época romana en el País Vasco atlántico: Redes comerciales y consumo". Ex Officina Hispana: cuadernos de la SECAH, 2255-5560, 2. zk., 1, 193-210 or.
- Xabier Alberdi Lonbide, Milagros Esteban Delgado, Luis del Barrio Bazaco. 2013. "Yacimiento Mukitar: III campaña." Arkeoikuska: Investigación arqueológica, ISSN: 0213-8921, 2013 zk., 2013, 315-316 or.
- Milagros Esteban Delgado. 2003. "La vía marítima en época antigua, agente de transformación en las tierras costeras entre Oiasso y el Divae". Itsas memoria: revista de estudios marítimos del País Vasco, 1136-4963, 4 zk., 2003 (Ale honen gai nagusia: Itsas garraioa eta merkataritza), 13-40 or.
- Esteban Delgado, M. 1991. "Acerca de la épica romana en el País Vasco Atlántico: método y resultados de una investigación." Mundaiz, 0213-3040, 41. zk., 1991, 59-66 or.
- Esteban Delgado, M. 1990. "Aproximación a la Guipúzcoa de los primeros siglos de nuestra Era". Munibe (Antropologia - Arkeologia), 42, Donostia, 337-344 or.